# Квітонь
Кві́тонь (пол. Kwiatoń), також К'ятонь — українське лемківське село у сучасній Польщі, у гміні Устя-Горлицьке Горлицького повіту Малопольського воєводства. Адміністративний центр солтиства Квітонь. Населення — 178 осіб (2011).

## Розташування
Лежить над річкою Ждинею — правою притокою Ропи.

## Історія
Село закріпачене на німецькому праві, в 1480 р. переведене на волоське право. Належало Гладишам гербу Гриф[джерело?].
Податковий реєстр 1629 р. засвідчує 2 селянські господарства, село у власності Гладишів.
До 1945 р. в селі була дочірня греко-католицька церква парохії Устя-Руське Горлицького деканату, метричні книги велися з 1786 року В ході Тилявської схизми більшість українців (215 із 266) перейшли до Польської православної церкви. В селі була москвофільська читальня імені Качковського.
До 1945 року було майже чисто лемківське населення: з 330 жителів села — 320 українців і 10 поляків.
Після Другої світової війни Лемківщина, попри сподівання лемків на входження в УРСР, була віддана Польщі, а корінне українське населення примусово-добровільно вивозилося в СРСР. Згодом, у період між 1945 і 1947 роками, у цьому районі тривала боротьба між підрозділами УПА проти радянських і польських і військ. Ті з українців, хто вижив, 1947 року під час операції Вісла були ув'язнені в концтаборі Явожно або депортовані на понімецькі землі Польщі, натомість заселено поляків.
У 1975—1998 роках село належало до Новосондецького воєводства.

## Демографія
Демографічна структура станом на 31 березня 2011 року:
|          | Загалом | Допрацездатний вік | Працездатний вік | Постпрацездатний вік |
| -------- | ------- | ------------------ | ---------------- | -------------------- |
| Чоловіки | 86      | 18                 | 61               | 7                    |
| Жінки    | 92      | 17                 | 56               | 19                   |
| Разом    | 178     | 35                 | 117              | 26                   |

## Пам'ятки
Об'єкти, перераховані в реєстрі пам'яток Малопольського воєводства:
- В селі є дерев'яна греко-католицька церква Преп. Мат. Параскеви 1811 р., з 1947 р. використовується під костел, з 1956 р. також епізодично проводяться греко-католицькі відправи.
  - Прицерковний цвинтар.
  - Огорожа з воротами.
  - Поховальний цвинтар.

Також поряд є дерев'яна православна церква св. Параскеви 1933 р., з 1947 р. використовувалася під магазин, з 1989 р. повернена православній громаді та є філіальною парафії в Ганчовій.